# Snowboard Challenge
Snowboard Challenge è un videogioco sviluppato nel 1990 da Imagineering per Nintendo Entertainment System. Distribuito in America Settentrionale con il titolo Heavy Shreddin', è il primo videogioco sportivo dedicato allo snowboard.